# Deutz Intrac 2003
Le Deutz Intrac 2003 est un tracteur agricole produit par la firme Deutz-Fahr.
Produit de 1974 à 1979 en version deux roues motrices (Intrac 2003) ou quatre roues motrices (Intrac 2003 A) sur le principe du porte-outils, il développe une puissance de 60 ch DIN au régime moteur de 2 130 tr/min. Le succès commercial de ce tracteur est limité, en raison de son prix d'achat et de sa technologie presque trop innovante.

## Historique
À la fin des années 1960, un certain nombre d'agriculteurs allemands recherchent un tracteur polyvalent qui puisse, en plus des utilisations d'un tracteur classique, être attelé à deux outils, l'un à l'avant, l'autre à l'arrière. Mercedes et Deutz conçoivent, chacun de leur côté, le « tracteur de demain » sur le principe du porte-outils, MB Trac 65-70 pour le premier et Intrac System 2000 pour le second.
Deutz présente en 1972 l'Intrac 2002 à l'architecture inédite : la cabine est placée à l'avant de l'engin, dégageant au-dessus des roues arrière une plateforme pouvant recevoir une cuve de traitement par exemple. Le moteur est relégué sous la cabine. Deux relevages sont installés, à l'arrière et, en option, à l'avant du tracteur. L'Intrac 2000 développe une puissance de 51 ch DIN qui s'avère en définitive trop faible.
En 1974, l'Intrac 2003 est une évolution du précédent modèle qui dispose d'un moteur plus puissant. Le tracteur est produit jusqu'en 1979 en version deux roues motrices (Intrac 2003) ou quatre roues motrices (Intrac 2003 A).
Le concept ne parvient cependant pas à s'imposer et seuls 2 301 exemplaires de l'Intrac 2003 sont vendus lorsque Deutz en cesse la fabrication.

## Caractéristiques

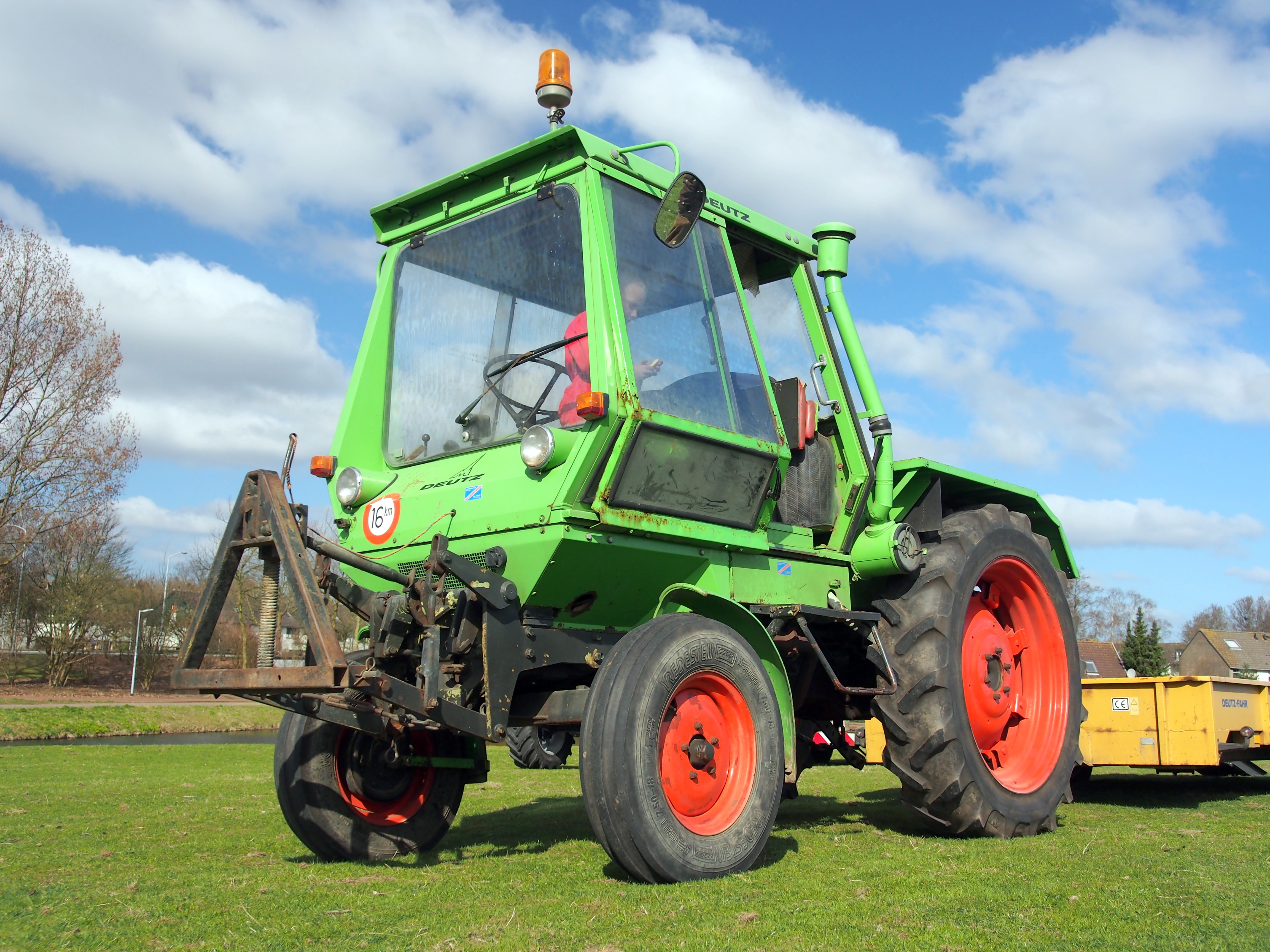
Deutz Intrac 2003.

Deutz adapte sur l'Intrac 2003 un groupe propulseur déjà existant. Il s'agit d'un moteur Diesel à quatre cylindres en ligne d'une cylindrée totale de 3 768 cm3 et d'une puissance de 60 ch DIN au régime moteur de 2 130 tr/min ; comme fréquemment chez Deutz, il est refroidi par air. Pour des raisons d'encombrement, il est incliné à 70° sous la cabine où il est placé. La boîte de vitesses mécanique comporte 8  ou   12 rapports avant selon qu'elle comporte deux ou trois gammes et 4 rapports arrière ; la vitesse maximale du tracteur est de 30 km/h.
Le tracteur dispose, à l'arrière, d'un relevage trois points d'une capacité de levage de 1 900 kg et d'une prise de force tournant à 540  ou   1 000 tr/min. Il peut également être équipé à l'avant d'un relevage trois points d'une capacité de levage de 1 000 kg et d'une prise de force tournant à 1 000 tr/min, cette option étant généralement retenue par les acheteurs.
La masse à vide en ordre de marche s'établit à 2 830 kg pour l'Intrac 2003 et à 3 200 kg pour l'Intrac 2003 A.
La cabine de l'Intrac assure une excellente visibilité vers l'avant, moins bonne à l'arrière et elle est très spacieuse. Elle présente cependant trois inconvénients : elle est fixe, ce qui ne facilite pas l'accessibilité au moteur placé dessous et nécessite son démontage pour toute intervention lourde, son insonorisation n'est pas très poussée et elle abrite le réservoir de gazole, source d'odeurs à l'intérieur de l'habitacle.
L'Intrac 2003 suit les évolutions de couleurs de la gamme Deutz : d'abord vert foncé avec des jantes rouges pour la première année de sa production, il devient ensuite vert clair avec des jantes rouges puis vert clair avec des jantes gris métallisé en 1978.
Le prix de base de l'Intrac 2003 est mesuré, pour attirer la clientèle, mais cette version ne dispose que de peu d'équipements ; les options sont nombreuses et certaines sont presque incontournables comme les quatre roues motrices, ce qui rend le prix d'achat élevé pour qui souhaite un tracteur vraiment performant et polyvalent. En outre, la technologie très innovante et le positionnement de niche du tracteur limitent son succès commercial.